# Proteína de supervivencia de motoneuronas
La Proteína de supervivencia de motoneuronas o SMN (Survival Motor Neuron) es una proteína protectora o defensora que se encuentra en el sistema nervioso. Desempeña un papel en la regulación de la  transcripción genética, en la regeneración de la telomerasa y en el Transporte activo.

## Codificación
La proteína SMN es codificada por dos genes: SMN1, que produce la proteína completa (SMN-FL), Y SNM2,que mayoritariamente produce una forma truncada de SMN y una pequeña cantidad de proteína completa.

## Localización.
SMN se expresa en todos los tejidos, localizándose tanto en el citoplasma como en el núcleo celular. Su función mejor caracterizada es su participación en el ensamblaje de las ribonucleoproteínas pequeñas nucleares (snRNPs).

## Relevancia clínica
La deficiencia en SMN, principalmente causada por mutaciones en el gen  SMN1, conduce a defectos en el empalme de ARN, especialmente en motoneuronas y es una causa de atrofia muscular espinal.

## Genes modificadores.
Recientemente se ha postulado la existencia de genes modificadores de SMN, tales como el gen que codifica la plastina 3 (PLS3)